# فيرنون شابمان
فيرنون شابمان (بالإنجليزية: Vernon Chapman)‏ (5 سبتمبر 1921 بإنجلترا في المملكة المتحدة - 6 يونيو 2006) هو مدرب كرة قدم ولاعب كرة قدم بريطاني (وحمل سابقاً جنسية المملكة المتحدة لبريطانيا العظمى وأيرلندا) في مركز جناح. لعب مع ليستر سيتي ونادي ليتون أورينت ونادي تاموورث ونادي باث سيتي.